# Ricardo Frade
Ricardo Frade Giráldez fue un poeta, narrador y dramaturgo español. Fue hijo de Cayetano Fraile Rial (1840--1923) (Miembro del partido Liberal; Secretario y Juéz municipal en Touro), y Antonia Giráldez Pérez (?-1923). 
Su obra está vinculada al Movimiento Dramático Regional, que apostaba por la recreación de la Galicia rural. Colaboró en la Revista Gallega donde publicó un poema y una narración breve en castellano y en la revista Nós. Fue conocido por sus obras teatrales, calificadas cómo costumbristas, en las que aparece también el caciquismo. Casado con María Peña Pita.

## Obra
- ¿Te acuerdas...?, 1901 (prosa y verso en castellano)[2][3]
- O Tempo..., 1901 (Poesía en gallego)[4]
- O Rei da Carballeira, 1917 (teatro en gallego, comedia inicialmente en dos actos, estreno en el Círculo Mercantil de Santiago el 6/01/1918; en  una 2.ª edición en tres actos de 1932).
- Rosiña, 1918 (teatro en gallego, monólogo, estrenada en el Círculo Mercantil de Santiago el 06/01/918)[5][6]
- ¡Vaites...Vaites!, 1918 (Teatro en gallego) (estrena 18/04/1918 Teatro Principal de Santiago por "Cativezas"). Finalista en el concurso de las Hermandades del habla de Betanzos, el primer premio queda desierto por diferencias en el jurado    Se radiará  en  EAJ-4 Unión Radio Galicia en 1933 con su amigo "O Vello dos Contos" y Antón Fraguas[7][8][9][10][11]
- Morriña, 1919 (Poesía en gallego leída en las Bodas de Plata del Círculo Mercantil e Industrial de Santiago 23 de abril de 1919)[12]
- A Copla, 1923, (Teatro en gallego) Estrena en el Salón Teatro de Santiago el 12/01/1923.[13]
- Conto D' Amores, 1927 (Poesía en gallego)[14]
- Cousas de Estudiantins , 1933 (cuento en gallego).[15]
- Vidas Silvestres, 1933 (cuento en gallego)[16]
- ¡Recordemos!: (pra tí soja i-en secretos..), 1935 (Poesía en gallego publicada en Nos)[17]